# Helmut Petersen
Helmut Petersen (* 18. September 1903 in Breslau; † 26. Juli 1982 in Düsseldorf) war ein deutscher Politiker des GB/BHE.

## Leben und Beruf
Helmut Petersen wurde 1938 Landgerichtsrat in Breslau. 1939 erfolgte seine Abordnung zur Regierung in Krakau im Bereich Organisations- und Haushaltsaufgaben. 1941 wurde er als Oberregierungsrat nach Wien versetzt. Im Mai 1942 wurde er dort Beigeordneter und Stadtrat, und Leiter der Hauptabteilung Allgemeine Verwaltung. 1942 bis 1943 war er in der Wehrmacht und wurde schwer verwundet. Danach erfolgte seine Rückkehr zur Gemeindeverwaltung Wien. Im April 1945 wurde er zur Dienstleistung an das Regierungspräsidium Salzburg abgeordnet. Nach 1945 war er in Westdeutschland als Wirtschaftsjurist und Rechtsanwalt tätig.

## Partei
Petersen trat zum 1. Mai 1932 der NSDAP bei (Mitgliedsnummer 1.190.146). 1950 beteiligte er sich an der Gründung des GB/BHE und wurde dessen Landesvorsitzender in Nordrhein-Westfalen. 1971 stand er in Kontakt mit den Gründern der Nationalliberalen Aktion um Siegfried Zoglmann, beteiligte sich im Endeffekt aber dann doch nicht an der von der NLA initiierten Deutschen Union.

## Abgeordneter
Petersen gehörte dem Deutschen Bundestag von 1953 bis 1957 an. Er war Vorsitzender des Ausschusses für Kriegsopfer- und Heimkehrerfragen und Parlamentarischer Geschäftsführer der GB/BHE-Fraktion.